# Ulrich Streeck
Ulrich Streeck (* 12. März 1944 in Lamspringe; † 24. April 2023) war ein deutscher Psychiater, Psychotherapeut, Soziologe und Sozialpsychologe, der durch Arbeiten zur Integration der interaktionistischen Soziologie in die Psychotherapie und zur Entwicklung der psychoanalytisch-interaktionellen Methode hervorgetreten ist.

## Werdegang
Ulrich Streeck studierte Medizin an den Universitäten Marburg, Düsseldorf und Göttingen sowie im Anschluss an die Promotion Soziologie und Sozialpsychologie im Zweitstudium. Die Ausbildung zum Psychoanalytiker und Psychotherapeuten erfolgte parallel zur Weiterbildung zum Facharzt für Psychiatrie und Psychotherapie.
1983 wurde Streeck mit einem psychosomatischen Thema bei Annelise Heigl-Evers an der Universität Düsseldorf habilitiert und 1989 an der Georg-August-Universität Göttingen zum außerplanmäßigen Professor für Psychotherapie und Psychosomatik ernannt. 1985 übernahm Streeck die Leitung des Niedersächsischen Landeskrankenhauses Tiefenbrunn, einer großen psychotherapeutischen Klinik in der Trägerschaft des Landes Niedersachsen mit psychodynamisch-psychoanalytischer Ausrichtung in Mengershausen.
Bereits seit 1978 war er Mitglied der Arbeitsgruppe „Fortbildung und Weiterbildung“ der Lindauer Psychotherapiewochen. Von 1985 bis 2015 auch Mitglied im Wissenschaftlichen Beirat der Lindauer Psychotherapiewochen.
In den Jahren von 1987 bis 1992 war Streeck Mitglied des geschäftsführenden Vorstandes der Deutschen Gesellschaft für Psychoanalyse, Psychotherapie, Psychosomatik und Tiefenpsychologie DGPT e.V. und von 1990 bis 1992 Vorsitzender der Gesellschaft. Er war Vorsitzender des Verbandes der leitenden Ärzte der psychotherapeutisch-psychosomatischen Krankenhäuser und Abteilungen in Deutschland.
Streeck veröffentlichte zahlreiche Arbeiten zur Klinik und Behandlung von schweren psychischen Störungen, insbesondere von Entwicklungsstörungen der Persönlichkeit (Persönlichkeitsstörungen, sogenannte strukturelle Störungen) und zur psychoanalytisch-interaktionellen Psychotherapie, bei der der Schwerpunkt auf interpersonellen Beziehungen und sozialer Interaktion liegt.
2024 wurde Streeck posthum der Heigl-Ehrenpreis der von Annelise Heigl-Evers und Franz Heigl gegründeten Heigl-Stiftung verliehen.

## Familie

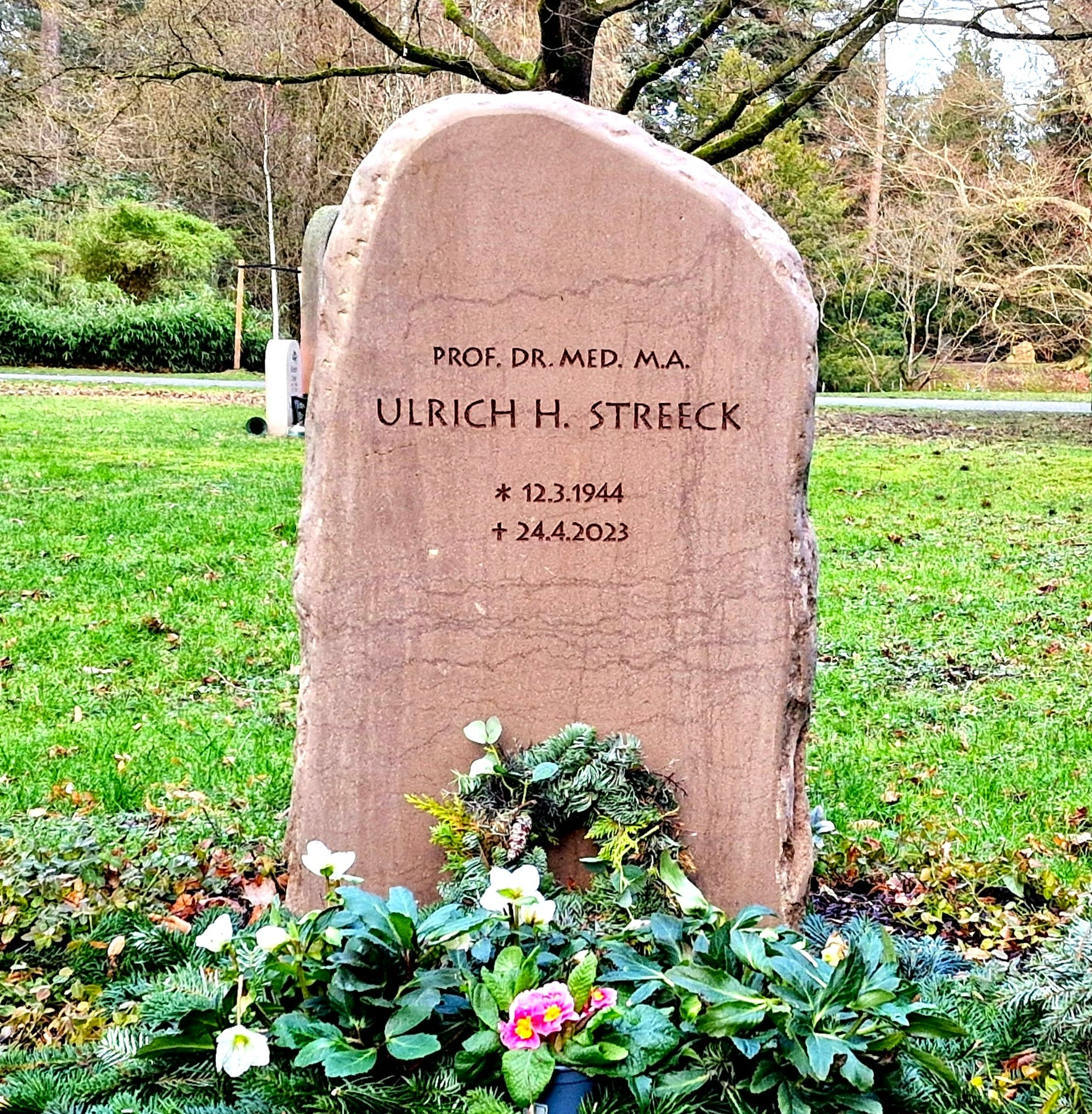
Grabstein Professor Ulrich Streeck auf dem Stadtfriedhof Göttingen

Der Vater von Ulrich Streeck war der Chemiker Hans Streeck. Streeck war verheiratet mit Annette Streeck-Fischer und hatte zwei Kinder, darunter den Virologen Hendrik Streeck. Einer seiner beiden Brüder war Rolf-Eberhard Streeck, Molekulargenetiker an der Universität in Mainz.

## Veröffentlichungen (Auswahl)
- Auf den ersten Blick. Psychotherapeutische Beziehungen unter dem Mikroskop. Klett-Cotta, Stuttgart 2004, ISBN 3-608-94388-9.
- Psychotherapie komplexer Persönlichkeitsstörungen. Klett-Cotta, Stuttgart 2004, ISBN 978-3-608-94481-5.
- Gestik und die therapeutische Beziehung. Kohlhammer, Stuttgart 2009, ISBN 978-3-17-020486-7
- mit F. Leichsenring: Handbuch psychoanalytisch-interaktionelle Therapie. Behandlung von Patienten mit strukturellen Störungen und schweren Persönlichkeitsstörungen. 3. erw. Aufl. Vandenhoeck & Ruprecht, Göttingen 2009, ISBN 978-3-525-40246-7.
- mit J. Arnswald: Psychodynamische Psychotherapie. Tübingen, Psychotherapie-Verlag 2015, ISBN 978-3-86333-004-0.
- mit D. Mattke und O. König: Praxis stationärer und teilstationärer Gruppen. Klett-Cotta, Stuttgart 2015, ISBN 978-3-608-89154-6.
- Psychoanalytisch-interaktionelle Therapie struktureller Störungen. Vandenhoeck & Ruprecht, Göttingen 2018, ISBN 978-3-525-40642-7.